# Shock economy
(Shock and awe: Achieving Rapid Dominance (Shock and awe: come ottenere rapidamente il predominio), la dottrina militare per la guerra in Iraq)
Shock economy è un saggio della giornalista canadese Naomi Klein, pubblicato nel settembre del 2007.

## Contenuti
Il libro studia gli effetti e le applicazioni delle teorie liberiste di Milton Friedman e della Scuola di Chicago in diversi stati del pianeta, dagli anni sessanta fino al 2007. La tesi principale sostenuta dall'autrice è che l'applicazione di queste politiche (che prevedono privatizzazioni, tagli alla spesa pubblica e liberalizzazioni dei salari) sia stata effettuata sempre senza il consenso popolare, approfittando di uno shock causato da un evento contingente, provocato ad hoc per questo scopo, oppure generato da incapacità politiche o da cause esterne.
Inoltre l'effetto dell'applicazione di queste teorie è stato la crescita della disoccupazione e il generale impoverimento della popolazione. Tra questi shock l'autrice annovera le torture ed il regime di Pinochet in Cile nel 1973, il crollo del muro di Berlino e l'instabilità economica in Polonia e Russia all'inizio degli anni ottanta, l'inflazione inarrestabile in Bolivia, la guerra delle Falkland tra Argentina e Regno Unito, la guerra in Iraq e la distruzione di New Orleans per opera dell'uragano Katrina in tempi più recenti.

## Capitoli

### Introduzione
- Il fascino della tabula rasa. Tre decenni passati a cancellare e rifare il mondo (sulla correlazione delle teorie psichiatriche, delle teorie economiche e delle teorie politico-militari)
- La shockterapia torna a casa (sul ritorno della teoria in patria sotto l'amministrazione Bush)
- La tortura come metafora (sulla tortura come partner silenzioso della rivoluzione liberista globale)
- La grande bugia (sulla pretesa che il trionfo del capitalismo senza regole sia nato dalla libertà e dalla democrazia)

### Parte I: Due dottor shock. Ricerca e sviluppo
1 - La camera di tortura. Donald Ewen Cameron, la CIA (sulle stravaganti teorie dello psichiatra Ewen Cameron e l'applicazione pratica della CIA)
La ricerca del vuoto
La scienza della paura
Ricostruzione mancata
2 - L'altro dottor shock. Milton Friedman e la ricerca di un laboratorio laissez-faire
A scuola di cambio di regime: Brasile e Indonesia

### Parte II: Il primo test. Le doglie del parto (sull'applicazione pratica delle teorie economiche di Milton Friedman)
3 - Stati di shock. La sanguinaria nascita della controrivoluzione (sul colpo di Stato dell'11 settembre 1973 di Augusto Pinochet)
Il fronte economico (sulla stesura delle norme economiche redatte dai Chicago Boys)
Il mito del miracolo cileno
La rivoluzione si diffonde, la gente sparisce
Un testimone in tempi difficili (sul giornalista investigativo Rodolfo Walsh)
La copertura della "Guerra al Terrore" (sulla scusa della lotta al terrorismo per poter uccidere gente comune)
4 - Colpo di spugna. Il terrore al lavoro (sui progetti di sterminio condotti da chi governa un Paese)
Ripulire le culture
Chi è stato ucciso e perché
Tortura sponsorizzata dalle industrie
La tortura come "terapia"
Bambini "normali" (sui bambini nati nei centri di tortura argentini)
5 - "Assolutamente non correlate". Come un'ideologia è stata ripulita dai suoi crimini
I paraocchi dei "diritti umani" (sulle lacune di Amnesty International
La Ford sulla Ford

### Parte III: Sopravvivere alla democrazia. Bombe fatte di leggi
6 - Salvati da una guerra. Il thatcherismo e i suoi utili nemici
Guerra di salvataggio (sulla Guerra delle Falkland)
7 - Il nuovo dottor shock. La guerra economica rimpiazza la dittatura (sulle riforme economiche in Bolivia)
8 - La crisi funziona. L'immagine pubblica della shockterapia (sul riconoscimento degli economisti che una crisi di iperinflazione simula gli effetti di una guerra militare)
Trasferire odiosi debiti (sull'aumento dei debiti esteri e il trasferimento all'estero dei patrimoni dei dittatori)
Lo shock del debito (sul Volcker Shock e l'aggiustamento strutturale)

### Parte IV: Lost in transition. Mentre piangevamo, mentre tremavamo, mentre danzavamo
9 - Sbattere la porta in faccia alla storia. Una crisi in Polonia, un massacro in Cina
Lo shock del potere (su Solidarność e il Piano Sachs)
Un abbraccio molto esitante (sulla fine di Solidarność)
Lo shock di piazza Tienanmen
10 - Democrazia nata in catene. La libertà vigilata del Sudafrica (sulla delusione di Nelson Mandela)
Lo shock della base (sulla mancanza dei risarcimenti alle vittime dell'apartheid)
Risarcimenti alla rovescia (sul tradimento della Freedom Charter)
11 - Falò di una giovane democrazia. La Russia sceglie "l'opzione Pinochet" (su Michail Gorbačëv e il colpo di Stato di Boris El'cin)
Nel dubbio è sempre colpa della corruzione (sulla diffusa pratica di incolpare alla corruzione del mancato funzionamento delle politiche liberiste)
12 - L'identità capitalista. La Russia e la nuova era del mercato barbaro (sull'incontro dell'autrice con Jeffrey Sachs)
“Illeciti statistici” a Washington (sulla manipolazione dei dati statistici del Fondo Monetario Internazionale)
13 - Lascia che bruci. Il saccheggio dell'Asia e "la caduta di un secondo muro di Berlino" (sulla crisi delle Tigri asiatiche)
La rivelazione (sul degrado della popolazione nonostante il tardivo sostegno economico del FMI)
Cibarsi delle rovine (sul cinismo degli economisti sul crollo delle economie asiatiche)

### Parte V: Tempi scioccanti. Ascesa del capitalismo dei disastri
Cheney e Rumsfeld: proto-capitalisti dei disastri
L'11 settembre e il ritorno della pubblica amministrazione (sul riconoscimento del volontariato e della solidarietà dimenticati dalle manovre liberiste)
Un mercato per il terrorismo (sull'aumento esponenziale di aziende addette alla sicurezza)
14 - La shockterapia negli Stati Uniti. La bolla della sicurezza interna (sulle privatizzazioni dell'esercito)
Cheney e Rumsfeld: proto-capitalisti dei disastri
L'11 settembre e il ritorno della pubblica amministrazione 
Un New Deal aziendale
Un mercato per il terrorismo
15 - Uno Stato corporativo. Dal governo alle aziende (sui conflitti di interessi dei politici)
Il potere degli ex (sulle connivenze di politici e multinazionali)

### Parte VI: Iraq, al punto di partenza. Ipershock
16 - Cancellare l'Iraq. In cerca di un “modello” per il Medioriente
La guerra come tortura di massa
Fear up: terrorizzare l'Iraq
Oggetti di conforto
17 - Ritorno di fiamma ideologico. Un disastro molto capitalista (sulle imposizioni economiche all'Iraq)
18 - Al punto di partenza. Dalla tabula rasa alla terra bruciata
Smantellare la democrazia
Shock corporei
Fallimento: il nuovo volto del successo

### Parte VII: La Zona verde mobile. Zone cuscinetto e mura antiesplosione (sulla creazione di aree privilegiate)
19 - Tabula rasa in spiaggia. "Il secondo tsunami" (sul viaggio in Sri Lanka dopo lo tsunami)
Prima dell'onda: piani sventati (sui tentativi di espropriare ai pescatori locali le spiagge su cui vivono ad opera di speculazioni turistiche)
Dopo l'onda: una seconda possibilità (sul divieto imposto ai pescatori residenti di poter rimanere a vivere sulle proprie spiagge non valido per i villaggi turistici)
L'onda più ampia (sulle analoghe storie di appropriazioni indebite di terra a seguito dello tsunami in Thailandia, Maldive, Indonesia, Tamil Nadu)
Riqualificazione militarizzata (sulla rabbia degli sfollati per la mancanza di aiuti con tensioni verso le ricche ong)
20 - Apartheid del disastro. Un mondo di zone verdi e zone rosse (reportage da New Orleans dopo il passaggio dell'uragano Katrina)
21 - Perdere l'incentivo alla pace. Israele come monito (sul fiorente business della sicurezza e dell'intelligence)
Nessun bisogno di cospirazioni
Israele e lo Stato di apartheid del disastro permanente (sull'unica minaccia per la fiorente economia dei disastri ovvero la possibilità di ottenere un certo livello di stabilità climatica e pace geopolitica)
Conclusione. Lo shock si esaurisce: la ricostruzione dal basso (sulla consapevolezza diffusa del mancato obiettivo della teoria liberista del trickle-down ovvero della ridistribuzione della ricchezza)

## Edizioni
- Naomi Klein, Shock economy, Rizzoli editore, 2007,  p. 622.